# فرناندو ليفرامينتو
فرناندو ليفرامينتو (بالبرتغالية: António Fernando Amado Livramento‏) هو لاعب كرة قدم برتغالي في مركز الوسط، ولد في 3 مارس 1982 في تاويرا في البرتغال. لعب مع سلافيا صوفيا ولوليتيانو ونادي أولهانينسي ونادي باسوش دي فيريرا ونادي بنفيكا ونادي بوافيشتا ونادي بيروي ستارا زاغورا ونادي ريو أفي ونادي سانتا كلارا ونادي فارنزي ونادي لوكوموتيف صوفيا ونادي ليتشويس ونادي لينكولن ريد إيمبس.

## وصلات خارجية
- فرناندو ليفرامينتو على موقع قاعدة بيانات كرة القدم.إي يو (الإنجليزية)
- فرناندو ليفرامينتو على موقع Soccerway.com (الإنجليزية)